# Тюрьма Сен-Лоран-дю-Марони
Тюрьма Сен-Лоран-дю-Марони (фр. Bagne de Saint-Laurent-du-Maroni) — пенитенциарное учреждение, главная пересыльная тюрьма во Французской Гвиане, заморском департаменте Франции, основанная в 1792 году и закрытая в 1946 году.

## История
Предпосылками к основанию тюрьмы Сен-Лоран-дю-Марони были принятые в королевстве Франция законы от 26 августа 1792 года и 23 апреля 1793 года, по которым предусматривалась депортация в Гвиану политических преступников и лиц, осуждённых Церковью из-за антисоциального поведения. В 1795 году на депортацию в Гвиану были осуждены враги Французской революции, но морская блокада, введенная Великобританией, и частые эпидемии в этих местах на время прекратили эту практику.
22 ноября  1850 года император Луи Наполеон подписал указ, по которому 6000 осуждённых из тюрем Франции были переправлены в колонии на каторжные работы. 31 марта 1852 года первый конвой с заключенными из Бреста прибыл на острова Салют у побережья Гвианы.
21 февраля 1858 года на правом берегу реки Марони была основана сельскохозяйственная тюрьма Сен-Лоран-дю-Марони, названная так в честь Огюста-Лорана Бодена, тогдашнего губернатора Французской Гвианы. Труд заключённых использовался на производстве бананов и сахарного тростника. Тюрьма состояла из 12 корпусов с камерами по обе стороны тюремного двора, больницы, столовой, здания для персонала, мастерских и библиотеки.
Все заключенные из Франции вначале прибывали в Сен-Лоран-дю-Марони, а затем распределялись между другими лагерями и тюрьмами Французской Гвианы.
16 марта 1880 года тюрьма Сен-Лоран-дю-Марони получила статус тюремного города, жителями которого в то время были только охранники и бывшие осужденные. В 1912 году на территории тюрьмы была построена больница.
Тюрьма Сен-Лоран-сюр-Марони была упразднена в 1938 году указом президента Франции, Эдуара Даладье и окончательно закрыта в 1946 году.

## Условия

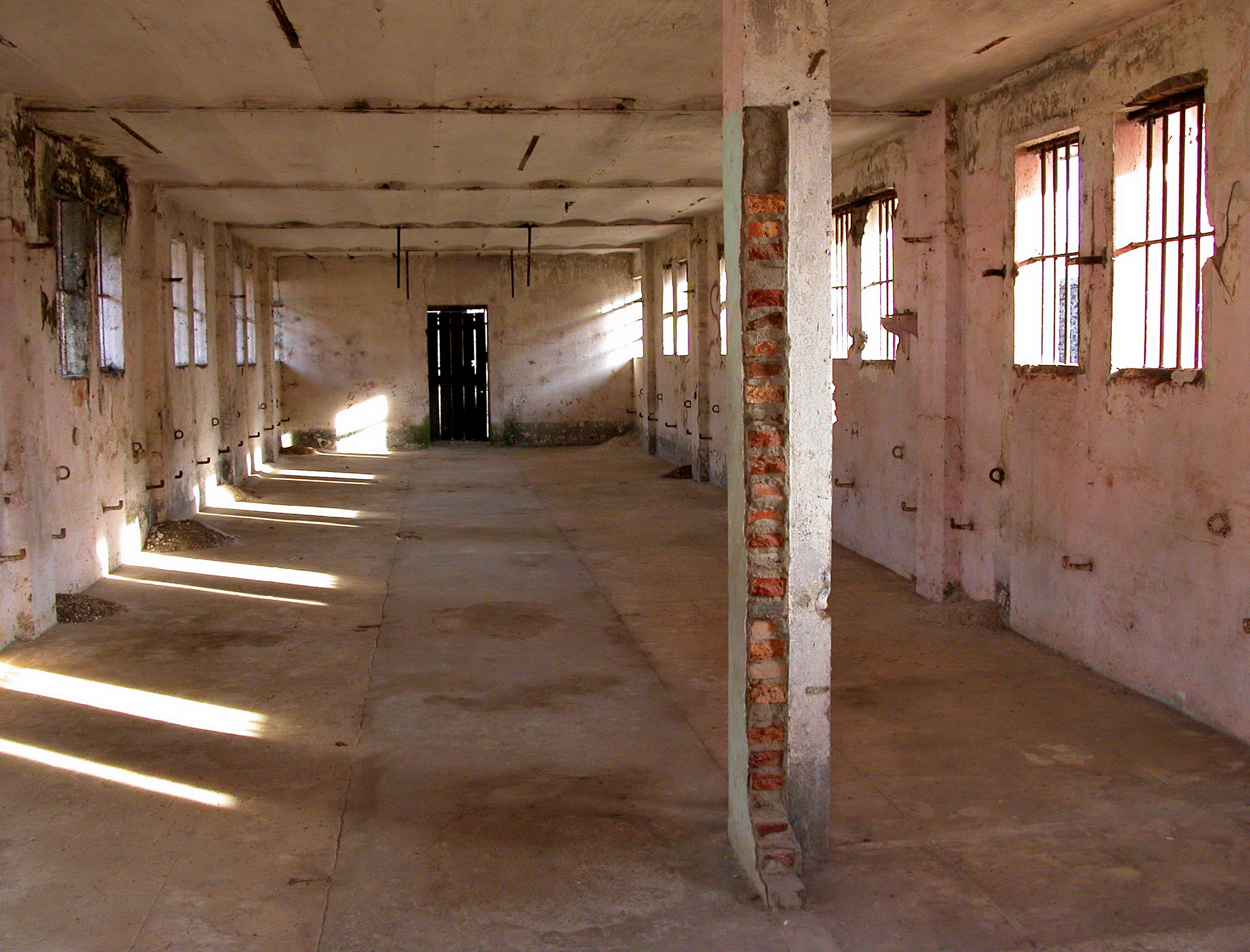
Тюремный корпус

Сен-Лоран-сюр-Марони была пересыльной тюрьмой. Сюда прибывали все осужденные, и затем распределялись по другим лагерям и тюрьмам во Французской Гвиане. Лишь немногие осужденные оставались здесь. Почти все они были сотрудниками тюремной администрации, например, садовниками, и считались не опасными для общества и не склонными к побегу.
Когда яхта с осуждёнными («Луара», «Ле Мартиньер») прибывала из Сен-Мартен-де-Ре, то из числа прибывших сразу отделялись особо опасные преступники и склонные к побегу каторжники, которые отправлялись на острова Салют, откуда, считалось, побег невозможен. Хотя некоторым удавалось бежать и оттуда, например, Анри Шарьеру, по прозвищу «Папийон» («Мотылёк»). 
Менее опасные преступники, осужденные за мелкие преступления, имели шанс стать сотрудниками администрации. Преступники подвергались сегрегации по расовому и национальному признакам. Например, из арабов часто набирались охранники. 
Многие заключенные, ожидавшие перевод на острова Салют, притворялись больными. Так как и в больнице большая часть персонала состояла из осуждённых, это было не трудно. Некоторые из них планировали в это время побег.
Те, кто имел шанс остаться в Сен-Лоран-дю-Марони, как правило, жили в гораздо лучших условиях, чем те, кто был отправлен в лагеря. Порученная им работа не была сложной, они могли свободно передвигаться внутри тюрьмы. Камеры в 2 метра в длину и 1,80 метра в ширину использовались ими только для сна. Они имели право на лучшую еду, за исключением наказанных осужденных, которые помещались в карцер с нарами из цемента и кружкой на цепи.